# 百老汇 (伍斯特郡)
百老汇（Broadway）是英格兰伍斯特郡最东南端的一个村庄，非常靠近格洛斯特郡。2011年人口为2,540 人，相比2001年的2496人有小幅增加。在伊夫舍姆和莫頓因馬什的中间。
百老汇村坐落在杰出的风景和保护区，有时被称为“科茨沃尔德的宝石”。它位于科茨沃尔德西部的百老汇山（Broadway Hill）断崖山麓。百老汇山是科茨沃尔德北部的最高处，海拔1,024英尺（312米），深受山地步行者的欢迎。
村里的“宽路”（broad way）是一条宽阔的主街，草木繁盛，街道两旁是红色的栗子树和蜂蜜色的科茨沃尔德石灰石建筑，许多都是保护建筑，可以追溯到16世纪。与艺术与工艺运动有关。宽阔的大街两侧开设各种各样的商店、旅馆、酒吧、餐馆、茶馆和咖啡馆。百老汇村还出现在2018年的竞速游戏极限竞速 地平线4中。

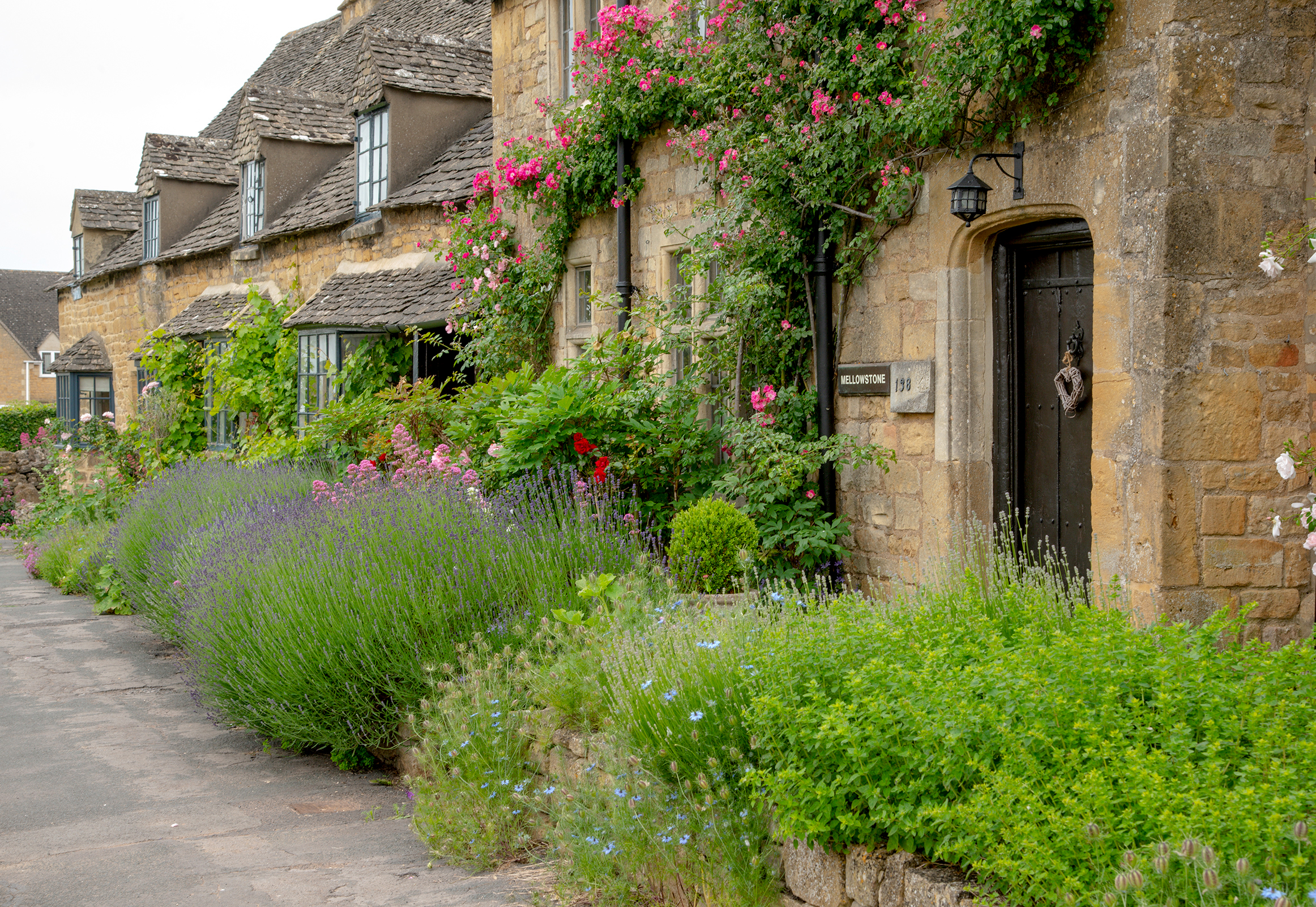
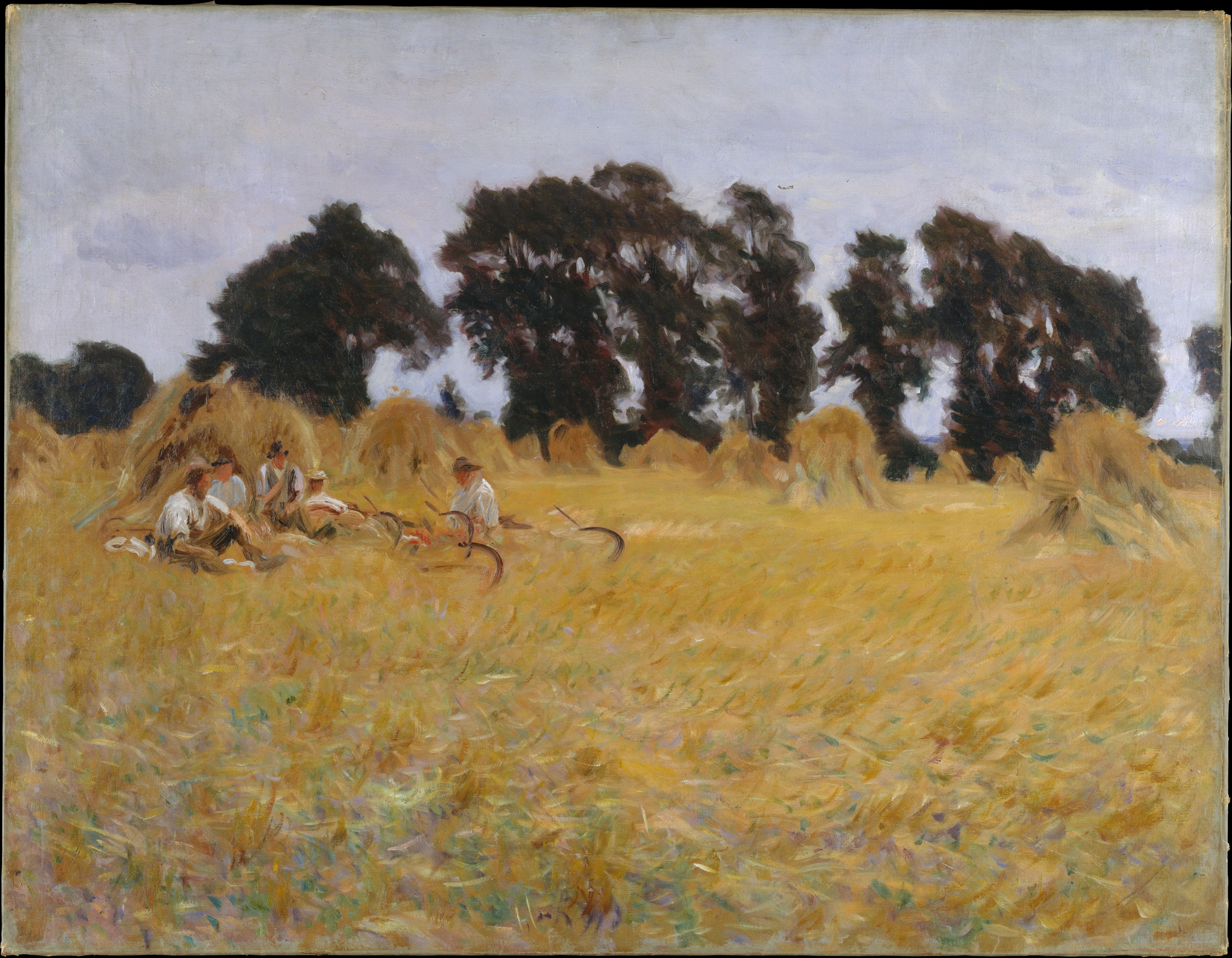
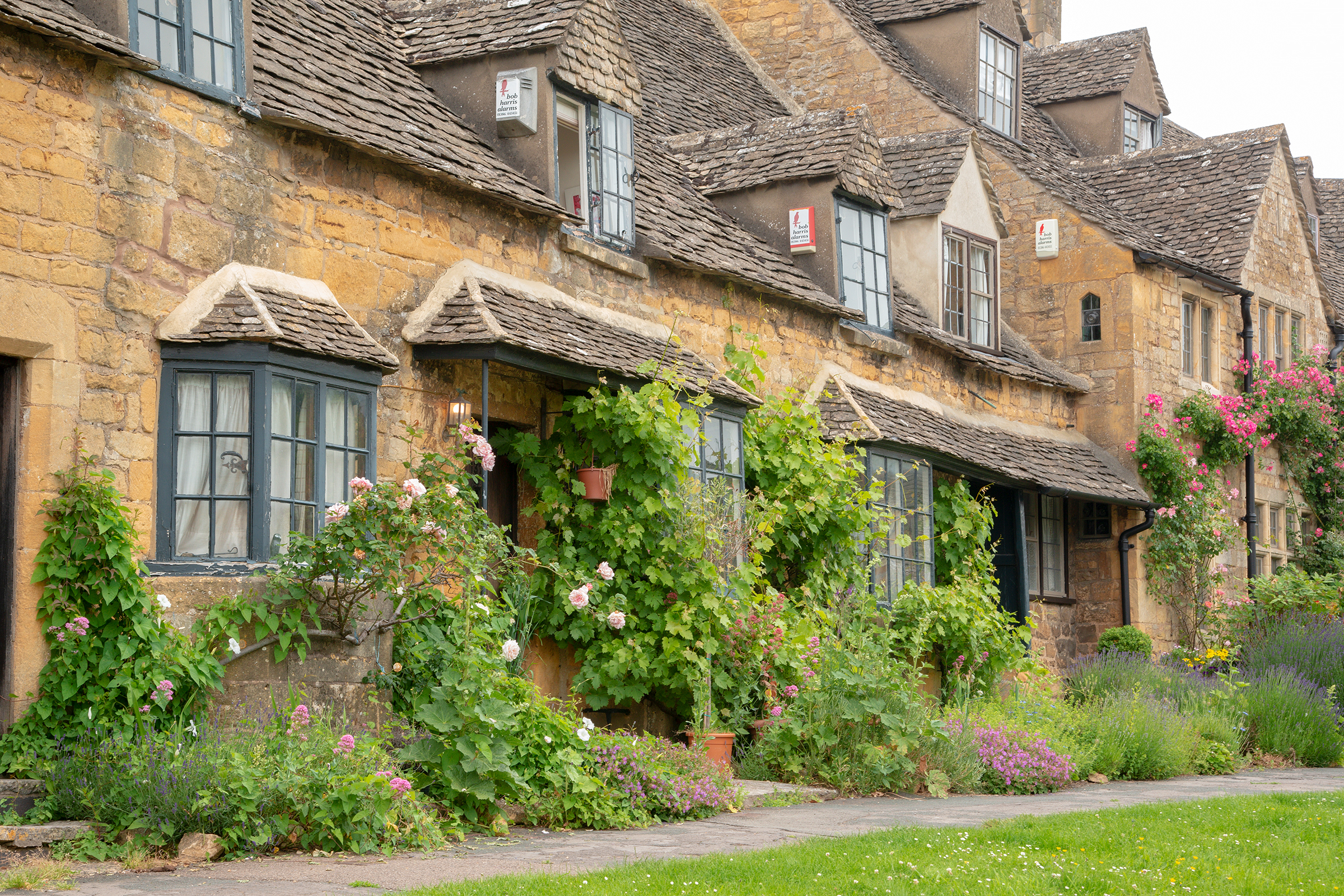
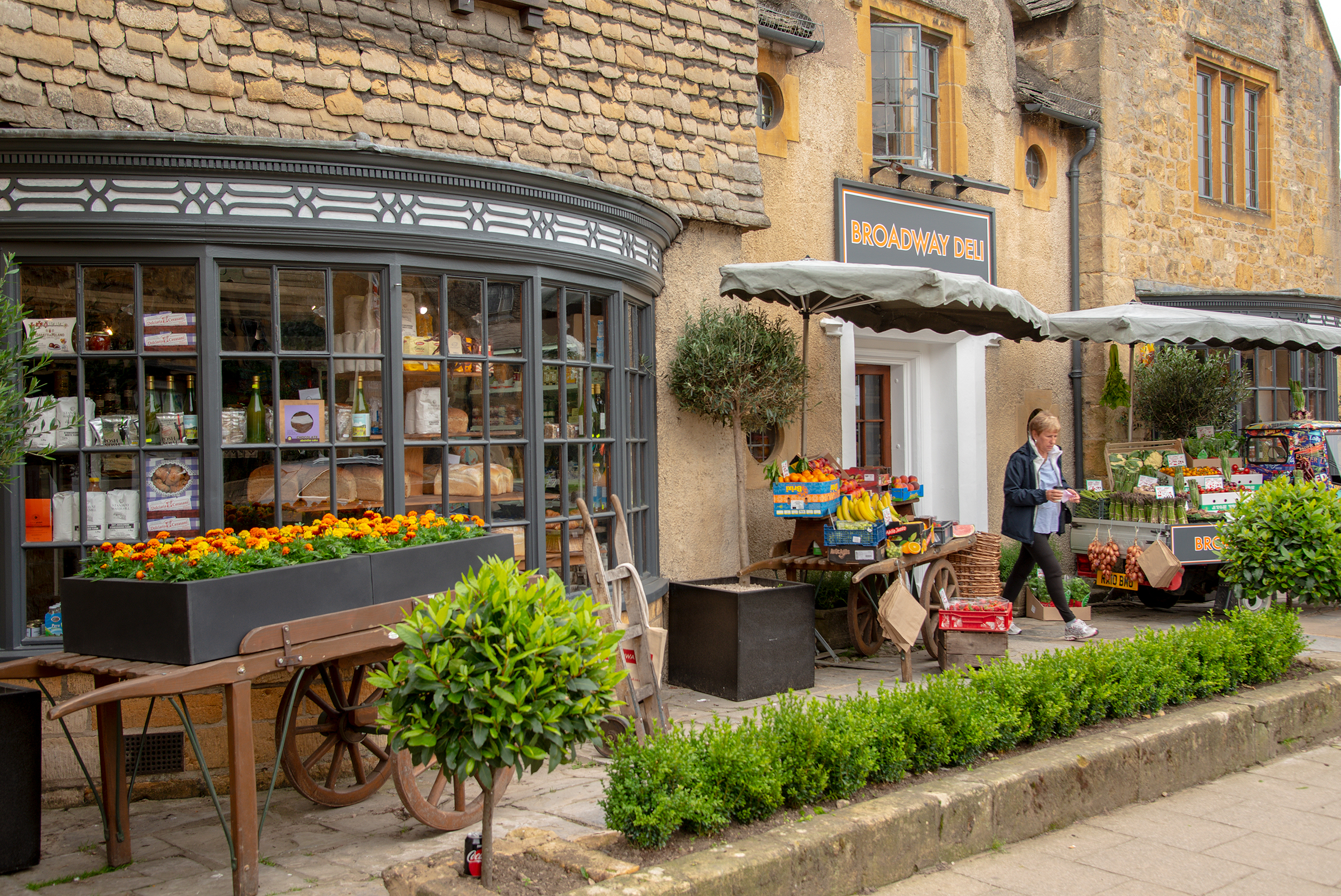
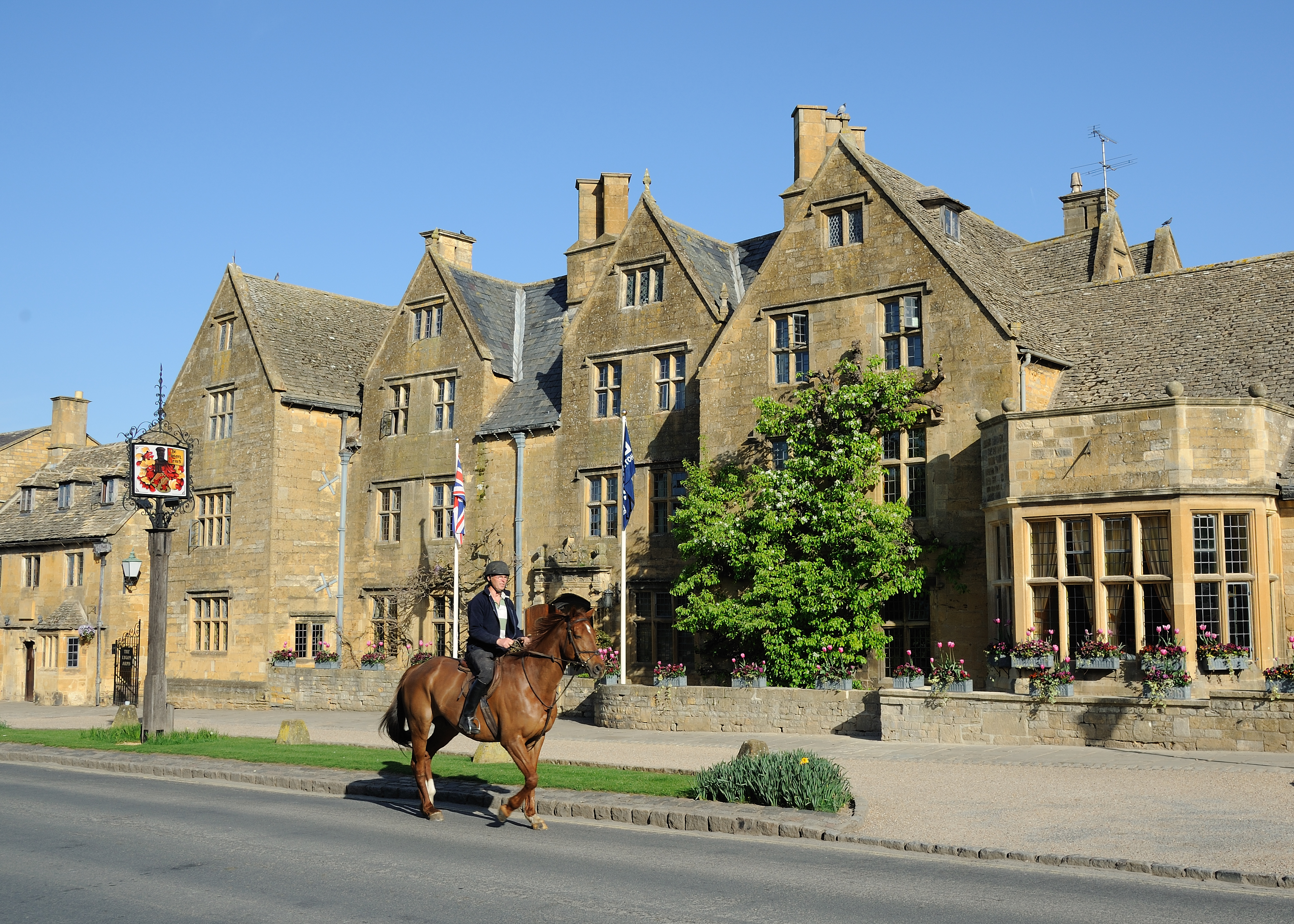
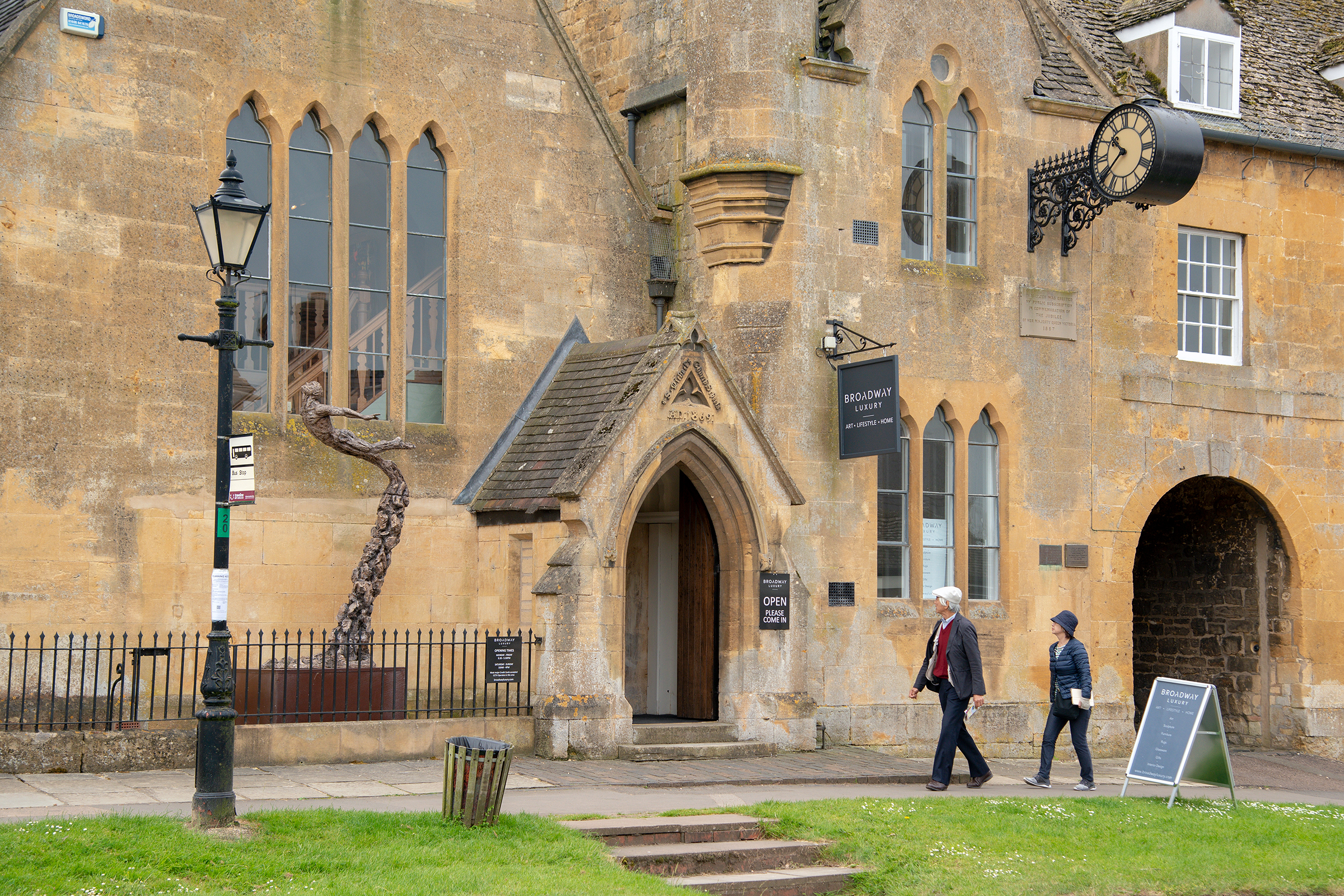

今天，百老汇的旅游业很重要，是艺术和古董的中心，许多保存完好的建筑吸引了无数的游客。此外还是探索科茨沃尔德的一个门户。

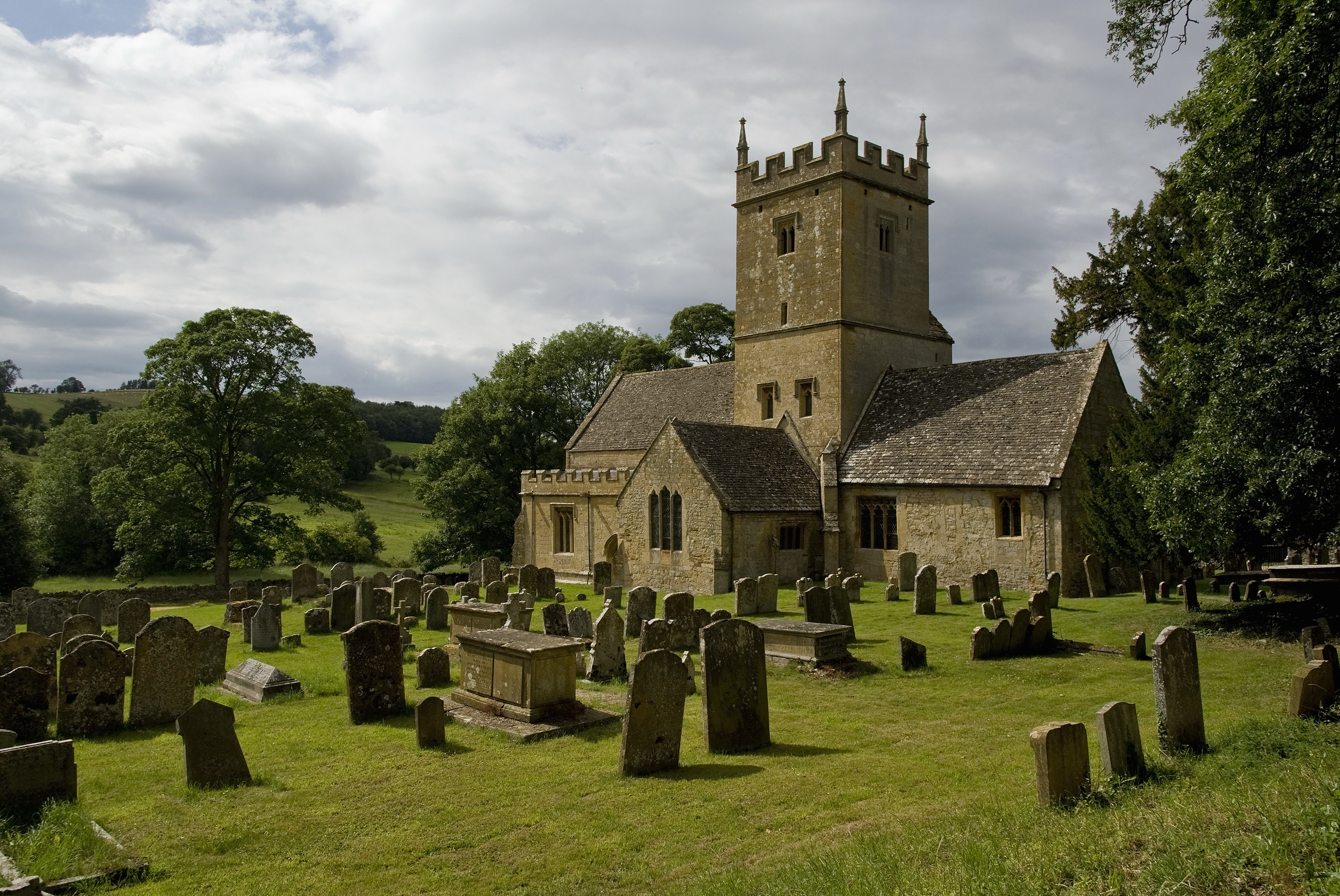
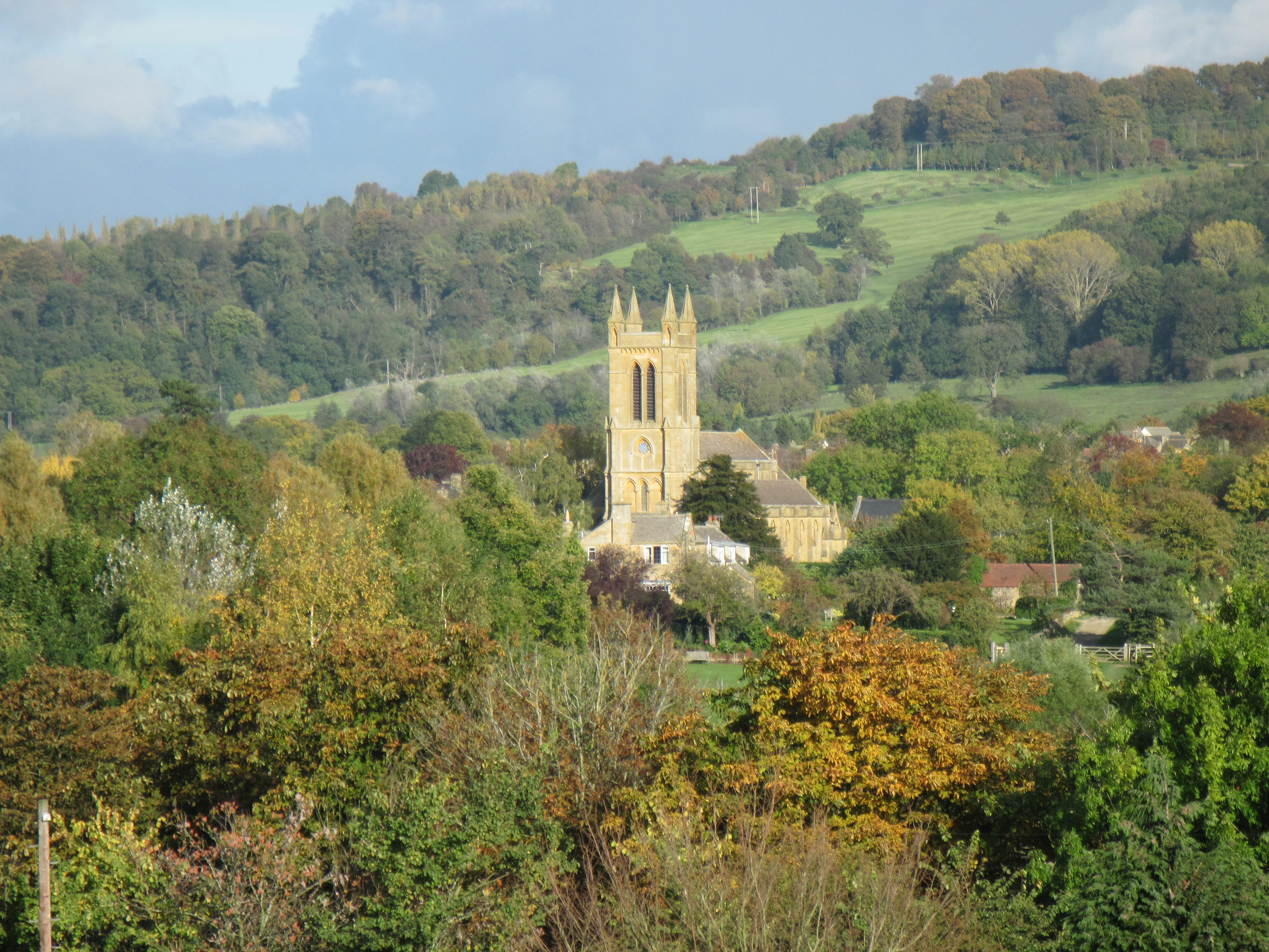
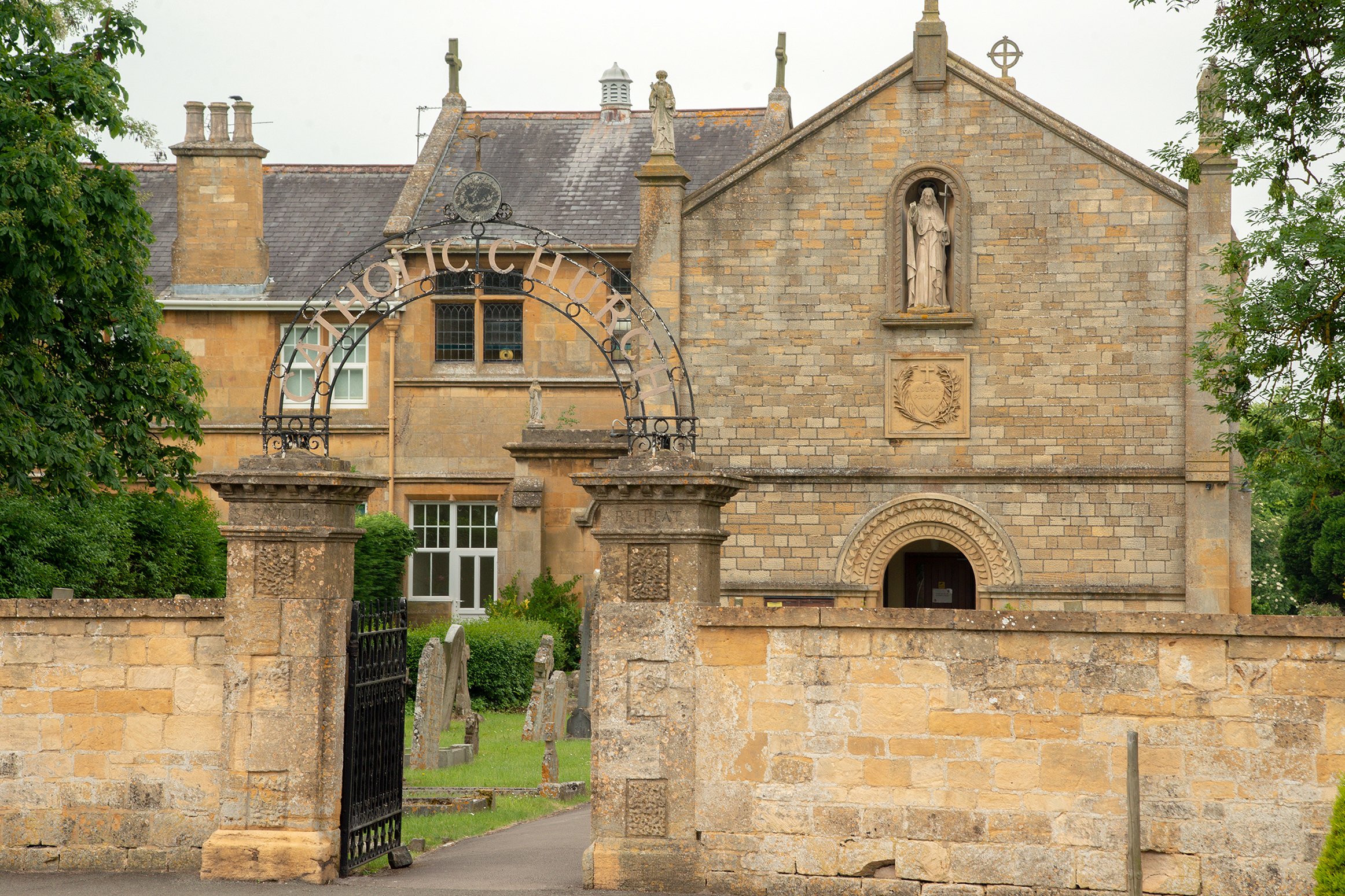